# Constitutiones Apostolorum
De Constitutiones Apostolorum is een vroeg-christelijk geschrift en bevat apostolische voorschriften betreffende het moreel gedrag, liturgie en de kerkorganisatie. Alhoewel het boek geschreven is rond 380, heeft het een goed beeld van de christelijke liturgie van voor het Eerste Concilie van Nicea (325). De auteur is onbekend, maar kwam hoogstwaarschijnlijk uit de School van Antiochië. De Kerk heeft het werk nooit beschouwd als zijnde afkomstig van de Twaalf apostelen. Het Concilie van Trullo van 692 verwierp het grootste deel van het werk vanwege de interpolaties van ketters. Enkel het laatste deel, de wetten van de Apostelen kreeg vooral in het Oosters christendom aandacht.

## Inhoud
De Constitutiones Apostolorum bestaat uit acht boeken :
- Boeken 1 tot 6 herneemt onder eigen bewoordingen, de Didascalia Apostolorum, een werk uit de 3de eeuw.
- Boek 7 is gebaseerd op de Didachè
- Boek 8 bevat volgende hoofdstukken :
  - Hoofdstukken 1 & 2 bevatten uittreksels van de verloren gegane tekst, de Charisma
  - Hoofdstuk 3 tot 46, bevat de Traditio Apostolica, aangevuld met eigen materiaal
  - Hoofdstuk 47, de wetten van de Apostelen

Hoofdstuk 47 bevat 85 canons opgesteld zogezegd door de apostelen. De wetten werden door Paus Constantijn I verworpen, slecht 50 van de 85, werden rond het jaar 500 door Dionysius Exiguus in het latijn vertaald. Het best bewaarde manuscript is gr 1506 in de Vaticaanse Bibliotheek.